# 1979年第聶伯羅捷爾任斯克撞機事件
1979年第聶伯羅捷爾任斯克撞機事件是兩架圖-134於1979年8月11日在烏克蘭蘇維埃社會主義共和國靠近第聶伯羅捷爾任斯克地區空中相撞。

## 飛機
1979年第聶伯羅捷爾任斯克撞機事件所涉及的飛機是俄羅斯航空經營圖-134AK，註冊編號為CCCP-65735，經營頓涅茨克-明斯克定期客運航線，飛在8400米（27600英尺）的高度，有84名乘客乘坐。另一架飛機是摩爾多瓦航空圖-134A，註冊編號為CCCP-65816，由經營車里雅賓斯克-沃羅涅日-基希訥烏定期客運航線，與圖-134AK飛在同一高度，包括88名乘客和6名機組人員。